# Jermenovci, Banatul de Sud
Jermenovci (în maghiară Ürményháza, în germană Ürmenhausen) este o localitate în Districtul Banatul de Sud, Voivodina, Serbia, unde se practică exploatarea de petrol.